# Erdinger Ringschluss
Der Erdinger Ringschluss ist ein aus mehreren Vorhaben bestehendes Eisenbahnprojekt, durch das die Schienenanbindung des Flughafens München aus Ost- und Südbayern verbessert werden soll.

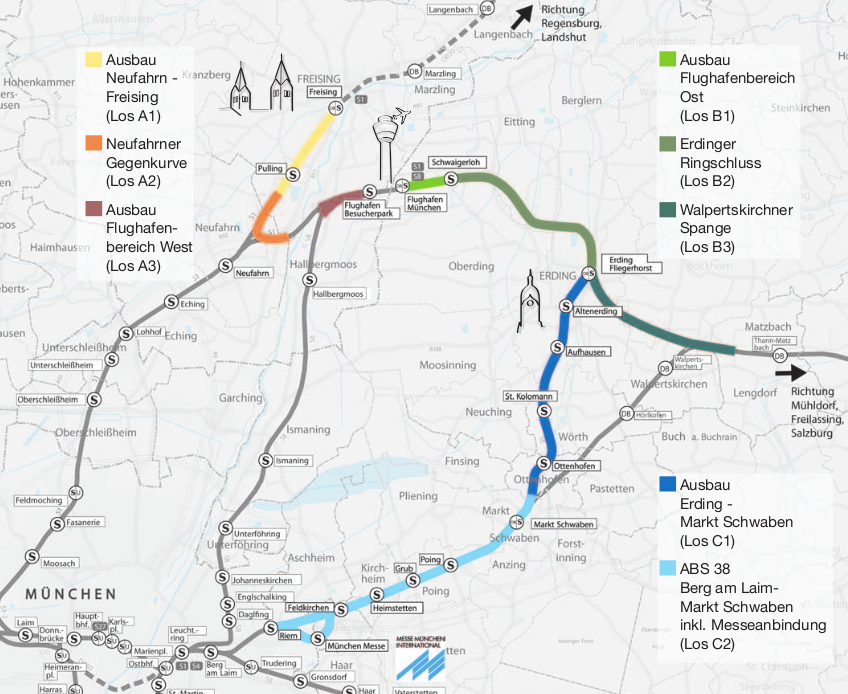
Planungsübersicht des Bayerischen Verkehrsministeriums aus dem Jahr 2008 mit Neufahrner Kurve, Erdinger Ringschluss, S-Bahn-Ausbau, Walpertskirchener Spange und weiteren inzwischen verworfenen Ausbauten

## Teilprojekte

### Neufahrner Kurve

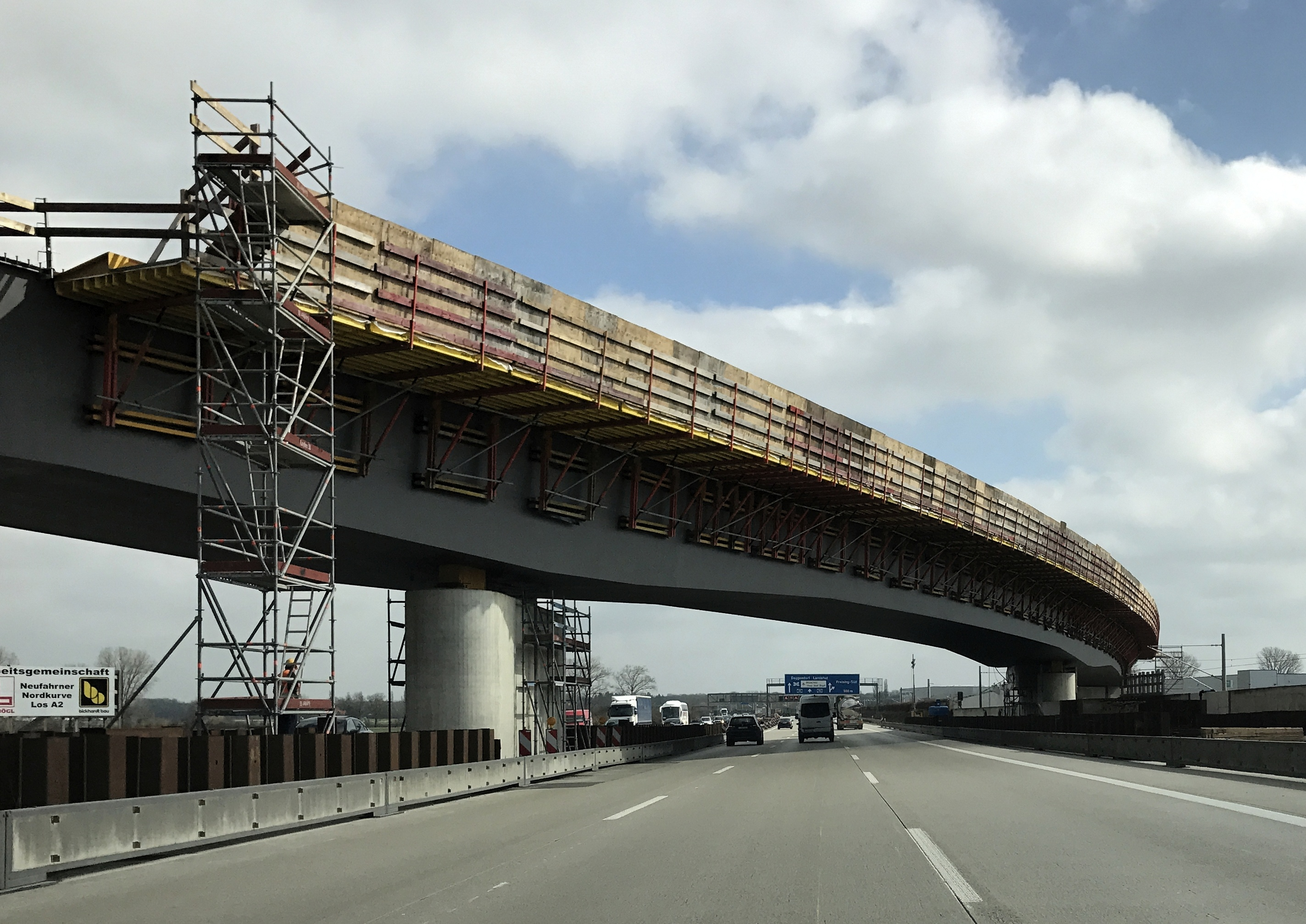
Überführung der Neufahrner Kurve über die A 92, Bauzustand März 2017

Zur Verbesserung der Flughafenanbindung aus Ostbayern wurde die Neufahrner Kurve realisiert. Die ca. 2,3 km lange und durchgehend zweigleisig ausgebaute elektrifizierte Bahnstrecke verbindet die Bahnstrecke München–Regensburg mit der Neufahrner Spange und ermöglicht somit die direkte Führung von Zügen zum Flughafen München. Sie wurde in Damm- bzw. Hochlage ausgeführt und überquert die Bundesautobahn 92. Die Anbindung an die Bestandsstrecken erfolgte höhenfrei. Ein ursprünglich vorgesehener viergleisiger Ausbau der Bahnstrecke München–Regensburg zwischen Freising und Abzweig Neufahrn-Nord wurde nicht realisiert. Ein bis 2016 diskutierter S-Bahn-Halt in Mintraching wurde ebenfalls nicht errichtet.
Der Planfeststellungsbeschluss für die Neufahrner Kurve erging am 31. Oktober 2012. Am 12. April 2013 erfolgte die Unterzeichnung des Realisierungs- und Finanzierungsvertrages für die Neufahrner Kurve. Die Baukosten wurden mit 83 Mio. Euro angegeben. Diese sollten je zur Hälfte von Bund und Freistaat getragen werden. Binnen 20 Jahren nach der Inbetriebnahme der Strecke war durch die Deutsche Bahn eine Rückerstattung von zehn Millionen Euro aus Trassengebührenmehreinnahmen an den Freistaat vorgesehen. Eine am 14. Dezember 2012 gegen den Planfeststellungsbeschluss eingereichte Klage wurde am 29. August 2013 abgewiesen. Im Juni 2014 gab das Bundesverkehrsministerium die Aufnahme der Kurve in das Bundesprogramm nach dem Gemeindeverkehrsfinanzierungsgesetz bekannt. Damit sollten 46 Millionen der nun auf 91 Millionen Euro geschätzten Gesamtkosten finanziert werden. Der Baubeginn erfolgte am 27. Oktober 2014. Ende 2018 wurde die Verbindungskurve fertiggestellt. Die Strecke wird seit dem Fahrplanwechsel am 9. Dezember 2018 planmäßig befahren.

### Überwerfungsbauwerk Flughafen-West
Westlich der S-Bahn-Station München Flughafen Besucherpark ist die Errichtung eines Überwerfungsbauwerkes geplant. Dieses soll die niveaufreie Zusammenführung der von Westen zum Flughafen führenden Strecken der S-Bahn-Linien 1 und 8 im Flughafenbereich ermöglichen. Hierzu erging im Februar 2016 der Planfeststellungsbeschluss. Mit Stand August 2020 wird die Inbetriebnahme für 2028 angestrebt. Im November 2022 wurden die Kosten einschließlich des Baus eines elektronischen Stellwerks mit 125 Millionen Euro angegeben.

### Lückenschluss Erding–Flughafen

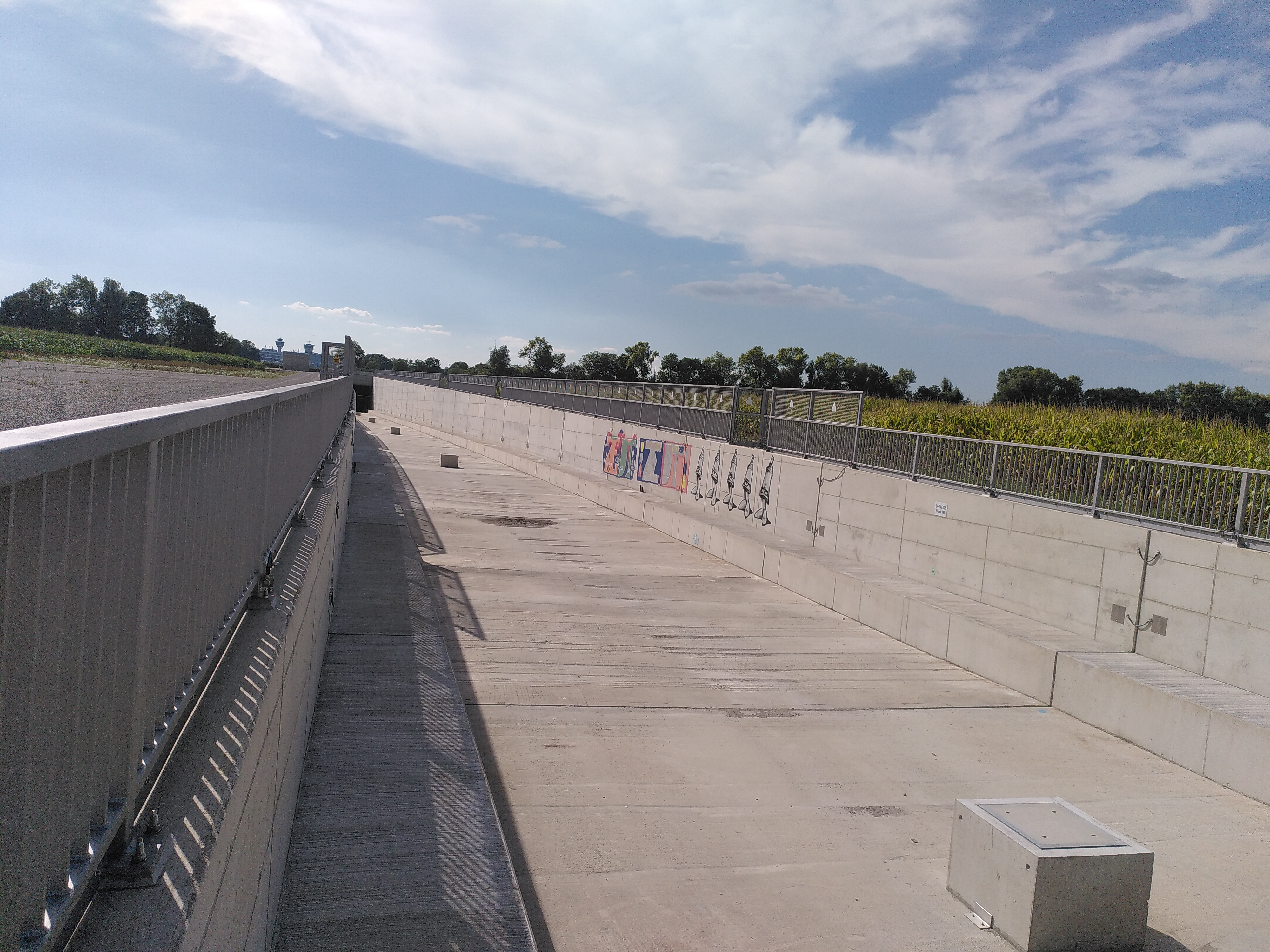
Tunneleingang bei Schwaigerloh östlich des Flughafens vor Verlegung der Gleise

Die bestehende Bahnstrecke Markt Schwaben–Erding soll durch eine Neubaustrecke zum Bahnhof München Flughafen verlängert werden. Unter dem östlichen Vorfeld des Flughafens München soll die Strecke weiter im Tunnel verlaufen und nahe Schwaigerloh wieder ans Tageslicht kommen. Daran anschließend ist die oberirdische Streckenführung bis Erding vorgesehen. Im Bereich Schwaigerloh sollen ein neuer Bahnhof sowie eine Wendeanlage mit insgesamt vier Gleisen entstehen, wo S-Bahnen sowie aus Richtung Regensburg/Landshut kommende Regionalzüge nach Halt am Flughafen wenden. Der bisherige Bahnhof im Erdinger Stadtzentrum soll durch einen neuen Bahnhof auf dem Gelände des Fliegerhorstes Erding ersetzt werden. An diesem sollen sowohl S-Bahn-Züge aus Richtung München als auch Regionalzüge aus Richtung Südosten (Walpertskirchener Spange) halten.
Am 24. Juli 2015 wurde das Planfeststellungsverfahren für den 4,5 km langen Abschnitt zwischen dem Flughafen und der nordwestlichen Stadtgrenze von Erding eingeleitet. Der Planfeststellung für diesen Abschnitt wurde am 5. April 2018 vom Eisenbahn-Bundesamt erlassen. Am 5. September 2018 erfolgt der symbolische erste Spatenstich für den Bau einer 1,555 km langen Verlängerung des derzeit nahe dem Satellitenbau des Flughafenterminals 2 endenden S-Bahn-Tunnels Richtung Osten, zuzüglich eines 306 Meter langen Rampenbauwerks. Nach der planmäßigen Fertigstellung des Rohbaus im September 2021 soll 2022 mit der Verlegung der Gleise begonnen werden. Die Fertigstellung ist bis 2025 vorgesehen. Für den oberirdischen Teil der Strecke Flughafen–Schwaigerloh fand am 7. November 2022 der erste Spatenstich statt.
Seit Ende 2009 wurden verschiedene Varianten für eine Streckenführung im Stadtgebiet von Erding öffentlich diskutiert. Im Mai 2012 entschied sich der Erdinger Stadtrat für die so genannte Nordeinschleifung der Regionalzugtrasse aus Walpertskirchen kommend. Das Projekt verzögerte sich, bis der Freistaat Bayern und die Stadt Erding am 7. August 2017 einen Vertrag zur Tieferlegung der Strecke auf Erdinger Gebiet schlossen. Zwischen der S-Bahn-Station Erding und der Haager Straße soll die Strecke zukünftig in einem Tunnel liegen, während an der Oberfläche Bauland geschaffen werden soll. Die geplanten Kosten von 68 Millionen Euro werden vom Freistaat und der Stadt, die sich mit einem Festbetrag von 35 Millionen Euro beteiligt, getragen. Das Planfeststellungsverfahren für den sieben Kilometer langen Abschnitt auf Erdinger Stadtgebiet wurde im Juli 2020 eingeleitet. Die Fertigstellung der Trasse bis Erding ist bis 2029 vorgesehen.

### Walpertskirchener Spange
Durch den Bau der Walpertskirchener Spange, einer ca. 9,5 km langen, eingleisigen, elektrifizierten Neubaustrecke, soll die Bahnstrecke Markt Schwaben–München Flughafen mit der Bahnstrecke München–Simbach verbunden werden. Auf ihr sollen Regionalverkehrszüge von Landshut über den Flughafen nach Mühldorf verkehren. Ebenso könnte bei einem weiteren Ausbau der Bahnstrecke Mühldorf–Freilassing auch internationaler Fernverkehr von München nach Salzburg darüber abgewickelt werden. Das Planfeststellungsverfahren wurde am 21. März 2019 beantragt und Anfang 2021 eingeleitet.

## Geplantes Verkehrsangebot

### Regionalverkehr
Nach Fertigstellung aller Maßnahmen des Erdinger Ringschlusses war mit Planungsstand 2010 folgendes Zugangebot im Regionalverkehr vorgesehen:
| Linie | Verlauf                                                                                 | Bedienung                   |
| ----- | --------------------------------------------------------------------------------------- | --------------------------- |
| FEX   | Mühldorf–Dorfen–Erding–München Flughafen–Freising–Moosburg–Landshut                     | Jeweils 20 Zugpaare täglich |
| ÜFEX  | Salzburg–Mühldorf–Dorfen–Erding–München Flughafen–Freising–Moosburg–Landshut–Regensburg | Jeweils 20 Zugpaare täglich |

### S-Bahn
Mit Fertigstellung aller Maßnahmen des Erdinger Ringschlusses und der 2. Stammstrecke, ist folgendes S-Bahn-Angebot vorgesehen:
| Linie | Verlauf                                                                                             | Bedienung                                  |
| ----- | --------------------------------------------------------------------------------------------------- | ------------------------------------------ |
| S 3   | Maisach–Olching–Pasing–Marienplatz–Ostbahnhof–Riem–Markt Schwaben–Erding–Flughafen München–Freising | 15′ Maisach – Erding 30′ Erding – Freising |